# Associação de Voleibol do Catar
A Associação de Voleibol do Catar  (em inglês: Qatar Volleyball Association, QVA) é  uma organização fundada em 1974 que governa a pratica de voleibol no Catar, sendo membro da Federação Internacional de Voleibol e da Confederação Asiática de Voleibol, a entidade é responsável por  organizar  os campeonatos nacionais de  voleibol masculino e feminino no país.